# Panjang Baru (Susoh)
Panjang Baru is een bestuurslaag in het regentschap Aceh Barat Daya van de provincie Atjeh, Indonesië. Panjang Baru telt 608 inwoners (volkstelling 2010).